# Rob Halford
Rob Halford (teljes nevén Robert John Arthur Halford) (Walsall, 1951. augusztus 25. –) angol énekes és dalszerző, aki a Judas Priest nevű brit heavy metal együttes frontembereként vált népszerűvé az 1970-es/1980-as években. Halford a műfaj egyik legelismertebb énekese egyedi énekstílusa, magas hangú sikolyai okán. A heavy metalra gyakorolt hatása miatt a stílus rajongói Metal Godnak (Metal Istennek) nevezik a Judas Priest azonos című dala nyomán. Rob Halford színpadi megjelenése – fémszegecsekkel kivert fekete bőrruhák – a heavy metal zenekarok és rajongók öltözködési stílusát is megváltoztatta.

## Zenei pályafutása
1951-ben született Walsallban, amely Birmingham egyik elővárosa, a közép-angliai iparvidék fellegvára. Szülei, Joan és Barry Halford a Beechdale névre hallgató városrészben kaptak lakást a várostól, a második világháborút követő lakásépítési hullám során. Apja dolgozott a helyi vasműben, majd repülőgépmérnök lett, anyja háztartásbeli. Két testvére született: Sue és Nigel. Tanulmányait a helyi iskolákban végezte, a középiskola befejeztével nem tanult tovább, hanem színész szeretett volna lenni. Egy ideig a wolverhamptoni színházban dolgozott mindenesként, majd megjelent az életében a zene, Little Richard, Janis Joplin, a Beatles és Robert Plant hatására. Kedvenc együttesei a Led Zeppelin és a Deep Purple voltak. Felhagyott a színészi ambícióival, és énekesként próbált szerencsét. Egy helyi együttesben, az Athens Wood-ban énekelt először, eközben egy ruhaboltban dolgozott eladóként. Széles körben elterjedt róla, hogy egy pornómoziban is dolgozott, azonban 2020-as önéletrajzi könyvében ezt cáfolta, azzal, hogy valójában csak pár hétig dolgozott egy szexshopban, amikor egy barátját segítette ki. Az Athens Wood feloszlása után a rövid életű Lord Lucifer nevű blues rock-együtteshez csatlakozott, majd a Hiroshima zenekarban játszott.
Testvére, Sue, aki akkoriban a Judas Priest basszusgitárosával, Ian Hill-lel járt, szólt neki, hogy a zenekarban megüresedett az énekesi poszt, így jelentkezett, és bevették őt is, valamint John Hinch is jött vele a Hiroshimából. Először 1973 májusában állt színpadra a zenekarral, Wellingtonban. Első lemezük, a Rocka Rolla 1974-ben jelent meg, azonban átütő sikert csak az 1980-as British Steel című albumukkal értek el. Ekkoriban kezdte el Halford és a zenekar is hordani a védjegyükké váló, szegecsekkel kivert bőrruhákat. Igazán nagy sikereket az 1980-as években értek el. Az évtized végére a ritkuló hajú Halford úgy döntött, hogy borotválni kezdi a fejét, emellett az is az imidzsváltás része volt, hogy tetoválásokat varratott magára.
1991 augusztusában egy torontói koncert alkalmával balesetet szenvedett: a nyitódalra szokása szerint Harley-Davidson motorja nyergében akart felhajtani, azonban szervezési hibák miatt rosszkor indult el, és a szárazjég-ködben nem vett észre egy felfelé emelkedő fémrámpát. Halfordot a fején találta el a szerkezet, pár percre eszméletét is vesztette, de végigénekelte a koncertet, annak ellenére, hogy eltört az orra, a nyaka pedig megrándult. Közvetetten ez az eset is hozzájárult ahhoz, hogy egy kicsit hátrébb lépjen a Judas Priest-től és megvalósítsa régóta tervezett szólókarrierjét. Önéletrajzi könyve tanúsága szerint az egymás mellett elbeszéléseknek és a félreértéseknek köszönhetően úgy értelmezték, hogy kilép az együttesből, noha ez nem állt szándékában. Mindenesetre 1992 májusában hivatalos közleményben tudatták távozását.
Nem sokkal ezt követően Fight néven alapított együttest, amelynek tagja volt a Priestben is vele játszó Scott Travis is. 1993-ban megjelent War of Words című albumukat jól fogadta a kritika, amin másabb, elsősorban groove metal hangzású dalokat játszottak. Ezt követte 1995-ben A Small Deadly Space című lemez, amelyre a grunge gyakorolt nagy hatást, de ezt se a kritika, se a rajongók nem fogadták túl jól. A Fight emiatt hamarosan fel is oszlott.
Ezt követően John Lowery gitárossal állt össze, akivel megalapította a 2wo nevű együttest. Ebben industrial rock-ot játszottak, Voyeurs névre hallgató lemeze, amelyben a Nine Inch Nails frontembere, Trent Reznor is segített neki, 1998-ban jelent meg, mérsékelt sikerrel. Ebben a korszakban újabb imidzset vett fel, amelyből mára csak a körszakáll maradt fenn: kihúzta a szemhéját, festette a körmeit, és szőrmebundát kezdett el hordani.
1999-ben úgy döntött, visszatér a heavy metalhoz, és Halford néven alapított új együttest. Resurrection című, 2000-es albumuk jó fogadtatásban részesült, a 2002-ben megjelent Crucible azonban ismét vegyes érzéseket váltott ki a rajongókban. A projekt hivatalosan nem szűnt meg: 2009-ben Winter Songs, 2010-ben Halford IV: Made of Metal, 2019-ben Celestial címen adott ki lemezt; érdekesség, hogy a középső kivételével ezek karácsonyi dalok heavy metal-feldolgozásai, vagy ahhoz hasonló eredeti szerzemények.
2003-ban rendeződött a viszonya a Judas Priest-tel, és újra összeállt a régi zenekar, akikkel 2005-ben megjelentették az Angel of Retribution című nagylemezt. Ezt követte 2008-ban a Nostradamus című dupla koncepciólemez, vegyes sikerrel. Mivel a zenekaron belül a fáradás jelei kezdtek mutatkozni, 2011-ben a búcsúturnéjukat tervezték, Epitaph címmel, Halford pedig kijelentette, hogy szólóban ugyanúgy folytatja tovább a turnézást. Mégsem ez volt az utolsó, mert a felállásban történt változást követően a banda új életre kelt, és azóta két újabb lemezt (Redeemer of Souls, Firepower) rögzítettek.
2022-ben a Judas Priest-tel együtt őt is beiktatták a Rock and Roll Hall of Fame-be.

### Élő szereplései
Három alkalommal énekelt a Black Sabbath-ban. 1992 novemberében két koncerten helyettesítette Ronnie James Diót, amikor az nem akart kiállni Ozzy Osbourne előtt énekelni. 2004. augusztus 26-án aztán az együttesbe visszatért Ozzyt helyettesítette, annak torokgyulladása miatt.
Ugyancsak három alkalommal állt közösen színpadra a Metallica együttessel, amikor a "Rapid Fire"-t énekelték együtt: az 1994-es Shit Hits the Sheds turné során, 2011-ben, a zenekar 30 éves évfordulóján, és 2013-ban Los Angelesben.
Halford 1992-ben a Pantera együttessel énekelte el együtt a "Metal Gods" és a "Grinder" című számokat, majd 1997-ben újra a "Grinder"-t.
1997-ben a "Breaking the Law"-t énekelte el együtt a Pansy Division nevű queercore együttessel.
2016-ban a japán Babymetal-lal közösen énekelte a "Painkiller" és a "Breaking the Law" medley-jét Cleveland-ben.

### Egyéb szereplései, tevékenysége
2002-ben epizódszerepben bukkant fel "A por" című filmben, ahol egy szexshop eladóját alakította.
2006-ban megalapította a Metal God Entertainment kiadót, amely az összes saját kiadványának a kiadását végzi. Ugyanebben az évben levédette a "Metal God" kifejezést is.
A 2009-ben megjelent Brütal Legend című videojátékban Lionwhyte tábornokot és Fire Baront alakította. Utóbbi karakter külsejét és személyiségét Halfordról mintázták.
2010-ben Metal God Apparel néven saját divatmárkát indított.
2010-ben egy papot alakított a Virgin Mobile reklámjában, amelyben a Let Us Prey/Call for the Priest" című számra utalt.
2020-ban megjelent "Vallomás" ("Confess") címmel önéletrajzi könyve, többek között hangoskönyv formában is. 2022-ben ezt egy folytatás, a "Biblical" követte, melyben elsősorban zenekari dolgokról írt.

## Magánélete

### Hobbik
Halford három városban rendelkezik lakással: az angliai Walsallban, az amerikai Phoenixben, és San Diegóban. Többnyire Phoenixben tartózkodik, de időnként váltogatja a lakhelyét.
Több hangszeren is tud játszani: gitár, basszusgitár, harmonika, billentyűs hangszerek, és dobok, ám ezeket csak nagyon ritkán használja színpadon.
Több klasszikus autóval is rendelkezik: egy 1970-es Aston Martin DBS-szel, egy Chevrolet Corvette-tel, és egy Mercury Cougarral. 34 éves koráig nem rendelkezett jogosítvánnyal.
2021 májusában tiszteletbeli kentucky ezredessé avatták.

### Szexualitása
Elmondása szerint már tinédzserkora óta homoszexuális volt, azonban ezt a korra jellemző homofóbia miatt nem hozhatta nyilvánosságra, amellett attól félt, hogy színvallása tönkretenné a Judas Priest-et is. Nemi irányultságának felvállalására 1998-ban, előre el nem tervezett módon került sor egy MTV-interjú során. Még ezután is félt a reakcióktól, ám túlnyomórészt támogató üzeneteket kapott a világ minden tájáról. Igaz voltak kapcsolatai nőkkel is, de az nem tartott sokáig, ez inkább biszexuális hajlamokra utal.
Magát nem tartja melegjogi aktivistának, homoszexualitását sosem keverte bele direkt módon a zenei pályafutásába. Némelyik korai dalszöveg ugyan áthallásos módon utal az elnyomott érzéseire, azonban csak egy, az 1977-ben megjelent "Raw Deal" az, amelyik egyértelműen a Fire Island-i melegbárokról szól.
2020-as önéletrajzi könyvében felfedte, hogy 1992-ben letartóztatták, miután egy los angelesi nyilvános vécében, hasonlóan George Michael-höz, lépre csalták és eljárást indítottak ellene közszeméremsértés miatt. Az ügyet a rendőrség nem szivárogtatta ki, elmondása szerint azért, mert a rendőrök közt sok Judas Priest-rajongó volt.
Jelenlegi partnerével, Thomas-szal, összeházasodtak.

### Egészségi állapota
Halford saját elmondása szerint az elfojtott szexuális érzései miatt sokáig depressziós és magányos volt, ez sodorta az alkoholizmus, majd később a droghasználat felé. 1985-ben, a "Turbo" című album felvételei során az állandó italozás és folyamatos kokainfogyasztás mellett többször is tettlegességig fajuló veszekedései voltak akkori partnerével. Miután sikertelenül kísérelt meg öngyilkosságot fájdalomcsillapító-túladagolással, 1986 januárjában önként vonult be az elvonóra, ahonnét gyógyultan távozott, és akkor is józan maradt, amikor partnere 1987 januárjában öngyilkosságot követett el.
Elmondása szerint azóta nem élt semmilyen bódító hatású szerrel, azonban néha rátör a kísértés, ezért sosem mondja azt, hogy józan marad, hanem mindig csak a következő napig gondolkozik előre. A zenélést mindennél fontosabbnak tartja gyógyulása szempontjából, és úgy érzi, énekteljesítménye is drámaian javult azóta. Felépülése óta a vallás is nagyobb szerepet tölt be életében, tekintettel arra is, hogy katolikus családban nevelkedett.
2013-ban hátműtétet, 2014-ben sérvműtétet végeztek rajta.
Egy 2021-es interjúban elárulta, hogy már egy pár éve egészségügyi panaszokkal küzdött, 2020-ban pedig prosztatarákkal diagnosztizálták. Önéletrajzi könyvének új kiadásában ennek is szentelt egy fejezetet. 2020 júliusában prosztata-eltávolítást végeztek el rajta, később pedig sugárkezelést is kapott. Miután áttétet találtak a vakbelén, azt is eltávolították. Jelenleg állítása szerint a rák visszahúzódóban van.

## Énekstílusa
Halford erőteljes hanggal rendelkezik, amelynek jellegzetessége a széles hangterjedelem, az erős vibrato, és főként az igen magas hangon történő sikítás. Idősebb korában a mélyebb hangok kiénekelése is jobbá vált. Ronnie James Dio és Bruce Dickinson mellett ő volt a harmadik olyan énekes, aki pszeudo-opera stílusú hangjával a power metal énekesek előfutára volt. Hatalmas rajongója volt Freddie Mercurynek és énekstílusának.

## Diszkográfia
Judas Priest
- 1974 – Rocka Rolla
- 1976 – Sad Wings of Destiny
- 1977 – Sin After Sin
- 1978 – Stained Class
- 1978 – Killing Machine
- 1979 – Unleashed in the East
- 1980 – British Steel
- 1981 – Point of Entry
- 1982 – Screaming for Vengeance
- 1984 – Defenders of the Faith
- 1986 – Turbo
- 1987 – Priest... Live!
- 1988 – Ram It Down
- 1990 – Painkiller
- 2005 – Angel of Retribution
- 2008 – Nostradamus
- 2009 – A Touch of Evil: Live
- 2014 – Redeemer of Souls
- 2016 – Battle Cry
- 2018 – Firepower
- 2024 - Invicible Shields

Fight
- 1993 – War of Words
- 1994 – Mutations EP
- 1995 – A Small Deadly Space
- 2007 – K5 – The War of Words Demos (1992-ben rögzítve)

2wo
- 1998 – Voyeurs

Halford
- 2000 – Resurrection
- 2001 – Live Insurrection
- 2002 – Crucible
- 2007 – Metal God Essentials Vol.1.
- 2010 – Live in Anaheim
- 2009 – Halford III: Winter Songs
- 2010 – Halford IV: Made of Metal

Rob Halford with Family and Friends
- 2019 – Celestial

Vendégszereplései
- 1983 – Krokus – Headhunter (háttérvokál)
- 1984 – Surgical Steel – Surgical Steel Demo (vokál)
- 1986 – Hear 'n Aid
- 1992 – Light Comes Out of Black (a Panterával közösen, a "Buffy, a vámpírok réme" című filmhez)
- 1992 – Ugly Kid Joe – America's Least Wanted (vokál)
- 1992 – Skid Row – B-Bides Ourselves (vokál a "Goddamn Devil"-ben)
- 1993 – Brings – Hex 'n Sex (vokál)
- 1994 – Bullring Brummies – The Wizard (a Nativity in Black: A Tribute to Black Sabbath c. lemezen)
- 2000 – Queens of the Stone Age – "Feel Good Hit of the Summer"
- 2002 – Furious IV – Is That You?
- 2013 – Five Finger Death Punch – Lift Me Up
- 2014 – Man on the Silver Mountain (a "Ronnie James Dio: This Is Your Life" c. emlékalbumon)
- 2014 – A Simpson család ("Breaking The Law")
- 2017 – In This Moment – Black Wedding
- 2019 – Phil Campbell – Straight Up (vokál)

## Könyve magyarul
- Rob Halford: Vallomás. A Judas Priest énekesének önéletrajza; közrem. Ian Gittins, ford. Bus András; Trubadúr, Bp., 2021

## Fordítás
Ez a szócikk részben vagy egészben  a   Rob Halford című angol Wikipédia-szócikk ezen változatának fordításán alapul.  Az eredeti cikk szerkesztőit annak laptörténete sorolja fel. Ez a jelzés csupán a megfogalmazás eredetét és a szerzői jogokat jelzi, nem szolgál a cikkben szereplő információk forrásmegjelöléseként.